# Süderhöft
Süderhöft település Németországban, Schleswig-Holstein tartományban. Lakosainak száma 16 fő (2023. december 31.).

## Népesség
A település népességének változása:
| Lakosok száma | 27   | 22   | 14   | 21   | 19   | 16   |
|               | 1975 | 2017 | 2019 | 2021 | 2022 | 2023 |